# Coronosaurus
Coronosaurus („korunní ještěr“) byl rod středně velkého rohatého dinosaura (ceratopsida), žijícího v období svrchní křídy (geologický věk kampán, před 77 až 76 miliony let) na území dnešní provincie Alberty (jižní Kanada, souvrství Dinosaur Park a souvrství Oldman).

## Popis
Tento rohatý dinosaurus dosahoval délky přes 5 metrů a hmotnosti kolem 2 tun. Jednalo se tedy o ceratopsida střední velikosti.
Původně byl tento taxon popsán v roce 2005 jako nový druh dlouho známého rodu Centrosaurus (C. brinkmani). V roce 2012 pak bylo po dalším výzkumu stanoveno pro tento taxon nové rodové jméno Coronosaurus.